# Urmas Laansoo
Urmas Laansoo – estoński kierowca wyścigowy.

## Biografia
W 1991 roku wystartował Estonią 21 w jednym wyścigu mistrzostw Sowieckiej Formuły Easter, którego jednak nie ukończył. Po rozpadzie ZSRR pierwotnie kontynuował uczestnictwo w Formule Easter, a w 1993 roku zmienił pojazd na Estonię 25 i zadebiutował w Estońskiej Formule 4. Zajął wówczas trzecie miejsce w klasyfikacji końcowej, za Urmasem Uusneemem i Ivo Lillebergiem. Wygrał wówczas również Puchar Henryego Saarma i zadebiutował w Polskiej Formule Mondial, zajmując piąte miejsce w wyścigu Poznań III. W 1997 roku zdobył wicemistrzostwo Estońskiej Formuły 4, ulegając jedynie Meelisowi Telliskiviemu.

## Wyniki
| Legenda oznaczeń w tabelach wyników Wyświetl szablon na nowej stronie | Legenda oznaczeń w tabelach wyników Wyświetl szablon na nowej stronie                                                                     |
| Oznaczenie                                                            | Wyjaśnienie |
| --------------------------------------------------------------------- | --- |
| Złoty                                                                 | Zwycięzca lub mistrzostwo |
| Srebrny                                                               | 2. miejsce lub wicemistrzostwo |
| Brązowy                                                               | 3. miejsce lub II wicemistrzostwo |
| Zielony                                                               | Ukończył, punktował (w klasyfikacji generalnej, gdy zdobył co najmniej jeden punkt na przestrzeni sezonu, poza trzema powyższymi opcjami) |
| Niebieski                                                             | Ukończył, nie punktował (w klasyfikacji generalnej, gdy nie zdobył co najmniej jednego punktu na przestrzeni sezonu)                      |
| Czerwony                                                              | Nie zakwalifikował się (NZ) |
| Czerwony                                                              | Nie prekwalifikował się (NPK) |
| Różowy                                                                | Nie ukończył (NU) |
| Różowy                                                                | Niesklasyfikowany (NS) (w klasyfikacji generalnej, gdy nie został sklasyfikowany w żadnym wyścigu sezonu)                                 |
| Czarny                                                                | Zdyskwalifikowany (DK) |
| Czarny                                                                | Wykluczony (WYK/EX) |
| Biały                                                                 | Nie wystartował (NW) |
| Biały                                                                 | Kontuzjowany (K/INJ) |
| Biały                                                                 | Wyścig odwołany (OD/C) |
| Bez koloru                                                            | Został wycofany (WYC/WD) |
| Bez koloru                                                            | Nie przybył (NP/DNA) |
| Bez koloru                                                            | Nie brał udziału w treningach (NT/DNP) |
| Bez koloru                                                            | Nie został zgłoszony (–) |
| Pogrubienie                                                           | Start z pole position |
| Kursywa                                                               | Najszybsze okrążenie wyścigu |
| †                                                                     | Nie ukończył, ale jego rezultat został zaliczony ze względu na przejechanie więcej niż 90% dystansu wyścigu.                              |
| *                                                                     | Sezon w trakcie |
| 1/2/3                                                                 | Punktowana pozycja w sprincie kwalifikacyjnym                                                                                             |
| Lista systemów punktacji Formuły 1                                    | |

### Sowiecka Formuła Easter
| Rok  | Zespół | Samochód      | Silnik | Wyniki w poszczególnych eliminacjach | Wyniki w poszczególnych eliminacjach | Wyniki w poszczególnych eliminacjach | Pkt. | Msc. |
| ---- | ------ | ------------- | ------ | ------------------------------------ | ------------------------------------ | ------------------------------------ | ---- | ---- |
| 1991 |        |               |        |                                      | Łotwa                                |                                      | 0    | NS   |
| 1991 | Tartu  | Estonia 21.10 | Łada   | -                                    | NU                                   | -                                    | 0    | NS   |

### Polska Formuła Mondial
| Rok  | Zespół | Samochód   | Silnik | Wyniki w poszczególnych eliminacjach | Wyniki w poszczególnych eliminacjach | Wyniki w poszczególnych eliminacjach | Wyniki w poszczególnych eliminacjach | Wyniki w poszczególnych eliminacjach | Wyniki w poszczególnych eliminacjach | Pkt. | Msc. |
| ---- | ------ | ---------- | ------ | ------------------------------------ | ------------------------------------ | ------------------------------------ | ------------------------------------ | ------------------------------------ | ------------------------------------ | ---- | ---- |
| 1993 |        |            |        | Polska                               | Polska                               | Polska                               | Polska                               | Polska                               | Polska                               | 13   | 22   |
| 1993 |        | Estonia 21 |        | -                                    | -                                    | -                                    | -                                    | NU                                   | 5                                    | 13   | 22   |
| 1994 |        |            |        | Polska                               | Polska                               | Polska                               | Polska                               | Polska                               | Polska                               | 6    | 12   |
| 1994 |        |            |        | 6                                    | -                                    | -                                    | -                                    | -                                    | -                                    | 6    | 12   |